# With Love, J
With Love, J là mini-album / EP đầu tay của ca sĩ người Mỹ gốc Hàn Quốc Jessica. Phiên bản tiếng Hàn của album bao gồm 6 bài hát được phát hành trên toàn thế giới bởi Coridel Entertainment vào ngày 17 tháng 5 năm 2016, trong khi phiên bản tiếng Anh (bao gồm tất cả các bài hát ngoại trừ "Dear Diary") được phát hành vào ngày 27 tháng 5 năm 2016. Đây là sản phẩm âm nhạc đầu tiên của Jessica sau khi rời khỏi SM Entertainment và nhóm nhạc nữ Hàn Quốc Girls' Generation vào tháng 9 năm 2014. Cô cũng tham gia viết nhạc cho 4 trong tổng số 6 bài hát trong album.
"Fly" và "Love Me the Same" được phát hành như là những đĩa đơn trích từ album, lần lượt vào ngày 17 và 18 tháng 5 năm 2016. With Love, J sau khi phát hành đã nhận được nhiều sự chú ý từ giới truyền thông và công chúng, bởi đây là lần tái xuất đầu tiên của Jessica với âm nhạc sau một khoảng thời gian tập trung vào sự nghiệp kinh doanh và chia tay công ty quản lý SM sau hơn 13 năm gắn bó. Nó đạt vị trí quán quân trên bảng xếp hạng Gaon Album Chart tại Hàn Quốc và hạng 4 trên Billboard World Albums, cũng như lọt vào top 40 tại Nhật. Đĩa đơn "Fly" cũng lọt vào top 5 trên bảng xếp hạng đĩa đơn của Gaon và video ca nhạc của bài hát đạt được hơn 2 triệu lượt xem sau 24h phát hành.

## Danh sách bài hát
| STT              | Nhan đề                      | Phổ lời              | Phổ nhạc                                                           | Phối khí                            | Thời lượng |
| ---------------- | ---------------------------- | -------------------- | ------------------------------------------------------------------ | ----------------------------------- | ---------- |
| 1.               | "Fly" (hợp tác với Fabolous) | Jessica Jung         | Jessica Jung Karriem Mack Eric Fernandez Tatiana Matthews Fabolous | Karriem Mack Eric Fernandez Jay Kim | 4:12       |
| 2.               | "Big Mini World"             | 김은수 Jay Kim       | T-SK Jasmine Anderson BIG-F                                        | T-SK                                | 3:11       |
| 3.               | "Falling Crazy In Love"      | Jessica Jung         | Henrik Nordenback Christian Fast Lisa Demond                       | Henrik Nordenback                   | 4:01       |
| 4.               | "Love Me the Same"           | Jessica Jung         | Jessica Jung Eric Fernandez Karriem Mack Julien Cross              | Karriem Mack Eric Fernandez Jay Kim | 3:24       |
| 5.               | "Golden Sky"                 | Jessica Jung         | Jessica Jung Karriem Mack Tatiana Matthews Liana Banks             | Karriem Mack Jay Kim                | 3:15       |
| 6.               | "Dear Diary"                 | Jay Kim D.EAR 주동준 | D.EAR                                                              | D.EAR                               | 3:19       |
| Tổng thời lượng: | Tổng thời lượng:             | Tổng thời lượng:     | Tổng thời lượng:                                                   | Tổng thời lượng:                    | 21:22      |

## Xếp hạng
| Bảng xếp hạng (2016)              | Vị trí cao nhất |
| --------------------------------- | --------------- |
| Nhật Bản (Oricon)                 | 34              |
| Hàn Quốc (Gaon)                   | 1               |
| Mỹ Heatseekers Albums (Billboard) | 16              |
| Mỹ World Albums (Billboard)       | 4               |

| Bảng xếp hạng (2015) | Vị trí |
| -------------------- | ------ |
| Hàn Quốc (Gaon)      | 3      |

## Lịch sử phát hành
| Nước     | Ngày                | Phiên bản | Định dạng           | Nhãn                                 |
| -------- | ------------------- | --------- | ------------------- | ------------------------------------ |
| Hàn Quốc | 17 tháng 5 năm 2016 | Tiếng Hàn | CD, tải kĩ thuật số | Coridel Entertainment, Interpark INT |
| Toàn cầu | 17 tháng 5 năm 2016 | Tiếng Hàn | Tải kĩ thuật số     | Coridel Entertainment, Interpark INT |
| Toàn cầu | 27 tháng 5 năm 2016 | Tiếng Anh | Tải kĩ thuật số     | Coridel Entertainment                |